# Cecilia Colledge

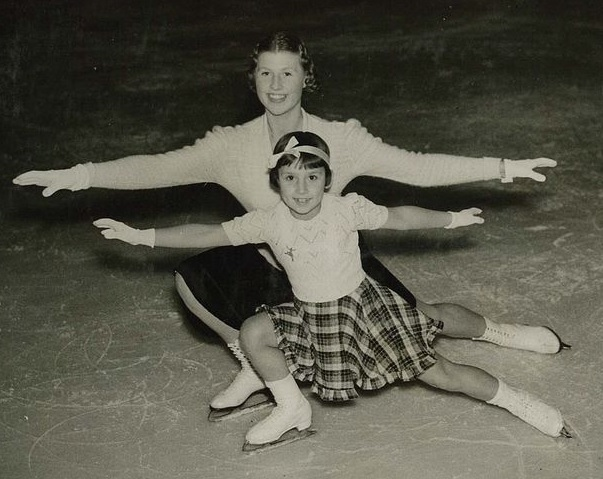
Colledge con la patinadora sobre hielo austríaca Eva Pawlik (1937)

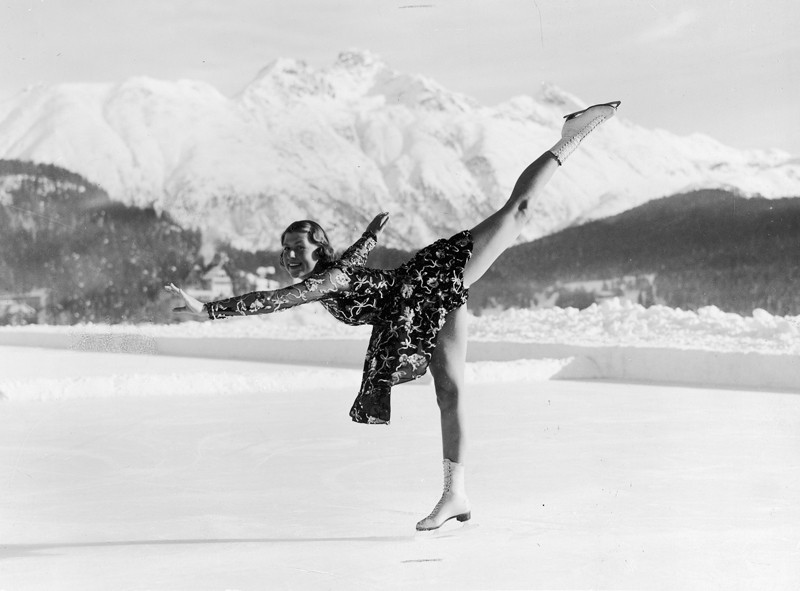
Colledge en 1938

Magdalena Cecilia Colledge (28 de noviembre de 1920 – 12 de abril de 2008) fue una patinadora artística británica. Fue medalla de plata olímpica en 1936, campeona mundial en 1937, campeona de Europa en 1937–1939 y seis veces campeona nacional británica (1935–1939, 1946).
Colledge fue la primera patinadora en realizar un doble salto y fue la inventora del giro en camello y del giro layback.

## Vida personal
Cecilia Colledge creció en Londres. Su padre, Lionel, era cirujano e investigaba el tratamiento del cáncer de garganta, y su madre, Margaret, era hija del admiral John Brackenbury. Tenía un hermano, llamado Maule, que sirvió en la Real Fuerza Aérea y murió en 1943 durante la Segunda Guerra Mundial. Se cree que la causa de su muerte fue una colisión con un bombardero Lancaster pilotado por David Maltby, que también murió en el accidente.
Colledge nunca se casó y no tuvo hijos. Murió el 12 de abril de 2008 en el Mount Auburn Hospital de Cambridge, Massachusetts.

## Carrera
Colledge empezó a patinar después de ver el Campeonato Mundial de 1928, que se celebró en Londres. Su madre, Margaret, había sido invitada por la madre de Maribel Vinson. En aquel acontecimiento, Cecilia se sintió inspirada por las actuaciones de Sonja Henie y Maribel Vinson, que ganaron el oro y la plata respectivamente.
Durante su carrera, Colledge fue entrenada por Eva Keats y Jacques Gerschwiler, un antiguo profesor de gimnasia que, según Colledge, era "muy progresista en sus ideas". Colledge también afirmó que, como era su alumna más joven, probó sus teorías con ella. Le indicó que tomara clases de ballet y de "estiramientos" con Miss Lee, instructora de acrobacia y antigua artista de circo. A Gerschwiler se le ocurrió el giro layback mientras veía a Lee enseñar a Colledge a hacer flexiones hacia atrás con una cuerda atada a la cintura.
A la edad de once años y cuatro meses, representó a Reino Unido en los Juegos Olímpicos de Invierno 1932, donde se convirtió en la patinadora artística olímpica más joven. Quedó octava en la prueba.
Ganó la medalla de plata en el Campeonato Europeo de 1933. En 1935 obtuvo su primer título nacional británico. Fue medalla de bronce en el Campeonato Europeo de 1935 y medalla de plata en el Campeonato Mundial de 1935.
En 1936, ganó su segundo título nacional y su segunda medalla de plata en los Europeos. En el Campeonato Europeo de 1936, Colledge realizó un doble salto de salchow, convirtiéndose en la primera mujer que realizaba un doble salto en competición. A los quince años, representó a Reino Unido en los Juegos Olímpicos de Invierno de 1936, donde ganó la medalla de plata por detrás de Henie, que quedó muy cerca de ella, convirtiéndose en una de las medallistas olímpicas más jóvenes en patinaje artístico. Tras la sección de figuras de escuela, Colledge y Henie iban prácticamente a la par, con Colledge a la zaga por unos pocos puntos. Según Sandra Stevenson en The Independent el 21 de abril de 2008, "la proximidad [de la competición] enfureció a Henie, quien, cuando se publicó el resultado de esa sección en una pared de la sala de competidores, arrancó el trozo de papel y lo rompió en pedacitos. El sorteo del patinaje libre [entonces] fue objeto de sospechas después de que Henie obtuviera la plomiza posición de patinar en último lugar, mientras que Colledge tuvo que actuar en segundo lugar de los 26 competidores. El comienzo temprano se consideró una desventaja, ya que el público aún no aplaudía enloquecido y se sabía que los jueces eran más libres a la hora de puntuar a medida que avanzaba la prueba. Años más tarde, se adoptó un sorteo más justo y escalonado para contrarrestar esta situación".
En 1937 se celebraron dos Campeonatos Británicos y Colledge ganó ambos. Ganó su primer título europeo en el Campeonato Europeo de 1937 y su primer título mundial en el Campeonato Mundial de 1937. Al año siguiente, Colledge ganó un quinto título nacional, un segundo título europeo y obtuvo la medalla de plata en los Campeonatos del Mundo de 1938. En 1938, T. D. Richardson (autor de Modern Figure Skating and Ice Rink Skating) dijo: "Su programa de patinaje libre es, con diferencia, el más difícil intentado por cualquier persona, hombre o mujer, en el mundo del patinaje, pero ella realiza estas asombrosamente difíciles combinaciones de saltos y giros con tal facilidad y seguridad y a tal velocidad que incluso los expertos se engañan a veces sobre el valor real de su programa".
En 1939, ganó un tercer título europeo, pero no pudo competir en los Campeonato Mundial de 1939 debido a una distensión del tendón de Aquiles.
Durante la Segunda Guerra Mundial no hubo competiciones de patinaje. Colledge condujo una ambulancia en el Motor Transport Corps durante el blitz de Londres. Tras la guerra, volvió al patinaje de competición y ganó el título nacional británico por sexta y última vez. Tras convertirse en profesional, actuó en espectáculos sobre hielo y ganó el Open Professional Championship de 1947 y 1948.
Se trasladó a Estados Unidos en 1951 y se convirtió en entrenadora en Boston. Fue entrenadora en el Skating Club of Boston entre 1952 y 1977. Entre sus alumnos se encontraban Albertina Noyes, Paul McGrath, y Ron Ludington.
En 1980 ingresó en el World Figure Skating Hall of Fame.

## Innovaciones
En los Campeonatos de Europa de 1936, Colledge se convirtió en la primera patinadora en realizar un doble salto en competición, con un doble salchow.
Colledge, junto con su entrenador Jacques Gerschwiler, inventó el giro de camello (en 1937) y el giro layback. También inventó el salto Axel de un pie, también conocido como "Colledge".

## Aspectos competitivos destacados
| Internacional        | Internacional | Internacional | Internacional | Internacional | Internacional | Internacional | Internacional | Internacional | Internacional |
| Evento               | 1932          | 1933          | 1934          | 1935          | 1936          | 1937          | 1938          | 1939          | 1946          |
| -------------------- | ------------- | ------------- | ------------- | ------------- | ------------- | ------------- | ------------- | ------------- | ------------- |
| Juegos Olímpicos     | 8.º           |               |               |               | 2.º           |               |               |               |               |
| Campeonato Mundial   | 8.º           | 5.º           |               | 2.º           |               | 1.º           | 2.º           |               |               |
| Campeonato Europeo   |               | 2.º           |               | 3.º           | 2.º           | 1.º           | 1.º           | 1.º           |               |
| Nacional             |               |               |               |               |               |               |               |               |               |
| Campeonato Británico | 2.º           | 2.º           | 2.º           | 1.º           | 1.º           | 1.º           | 1.º           | 1.º           | 1.º           |

## Lectura adicional
- Wikimedia Commons alberga una categoría multimedia sobre Cecilia Colledge.
- E.R. Hall & T.D. Richardson – Champions all: camera studies by E.R. Hall (Frederick Muller, 1938)
- Richardson T.D – Modern Figure Skating (Methuen, 1938)

- Datos: Q243064
- Multimedia: Cecilia Colledge / Q243064